# مستقط

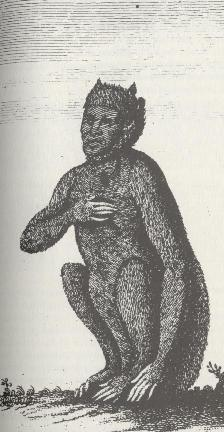

المُستَقِطْ (بالإنجليزية: werecat)‏ هو لفظ في الخيال والأساطير مُماثل للمستذئب ولكنه مُختص بالقطط.  

## التراث الشعبي

### أوروبا
يصور الفلكلور الأوروبي عادة رجال المستقطين الذين يتحولون إلى قطط منزلية. حيث يتحولون إلى قطط محلية عملاقة. يتم تصنيفهم بشكل عام على السحرة، على الرغم من أنهم قد لا يتمتعون بقدرة سحرية غير التحول الذاتي.

### أفريقيا
تصف الأساطير الأفريقية المستأسدين في الغالب، أو الزواحف. يكون ذلك غالبًا لأن المخلوق عبارة عن إله النمر الذي يتنكر كإنسان. عندما تتزاوج هذه الآلهة مع البشر وينتجون ذرية، وفي بعض الأحيان يكبر هؤلاء الأطفال ليصبحوا من كبار السن؛ أولئك الذين لا يتحولون قد يكون لديهم قوى أخرى.حيث أن المُستقط يتحول إلى مستأسد. قد يكون مثل هذا الكائن ملكًا أو ملكة في حياة سابقة. يمكن رؤية هذه النوعية في أسود تسافو، التي اشتهرت بأنها ملوك على شكل أسود، في محاولة لصد الأوروبيين الغزاة عن طريق إيقاف خط السكة الحديد بهجمات على البشر. امتدت الأساطير القديمة من شمال أفريقيا إلى غرب أفريقيا.  
في إفريقيا، هناك حكايات شعبية تتحدث عن نوندا، أو «منغوا» ، وهي قطة كبيرة الحجم تطارد أهل القرى ليلاً. يقول العديد من هذه الحكايات إنها أكثر شراسة من الأسد وأكثر مرونة من النمر. يعتقد البعض أن نوندا هي نوع من أنواع الثيثروبولوجيا التي يكون فيها المخلوق إنسانًا نهارًا، لكن في الليل تتحول لتصبح نوندا. لم يتم توثيق أي دليل فعلي على وجود مثل هذا المخلوق، ولكن في عام 1938، أخبر السكان المحليون المستكشف البريطاني ويليام هيشنز الذي كان يعمل في تنزانيا أن قطة وحشية كانت تهاجم الناس ليلًا. تم العثور على آثار مخالب أكبر بكثير من أي قطة كبيرة معروفة.    